# Marquesat de Moja de la Torre
El marquesat de Moja de la Torre és un títol nobiliari concedit l'11 de febrer el 1702 pel rei Felip V a favor de Ramon de Copons i de Grimau, senyor de la torre de Moja.
El 1822 el títol passà als Sarriera. El 1924 fou rehabilitat a favor de Pilar de Ponsic i de Sarriera. Ha passat als Olives, comtes de Torre Saura.

## Marquesos de Moja de la Torre
|                               | Titular                                 | Període             |
| Creació per Felip V           | Creació per Felip V                     | Creació per Felip V |
| ----------------------------- | --------------------------------------- | ------------------- |
| I                             | Ramon Dalmau de Copons i de Grimau      | 1702-1723           |
| II                            | Joan Agustí de Copons i Copons          | 1723-1737           |
| III                           | Gaietà de Copons i Oms Santa Pau        | 1737-1753           |
| IV                            | Josep de Copons i Oms                   | 1753-1790           |
| V                             | Maria Josepa de Copons i Cartellà       | 1790-1822           |
| VI                            | Maria de Sarriera i Copons              | 1822-1850           |
| Rehabilitació per Alfons XIII |                                         |                     |
| VII                           | Maria del Pilar de Ponsic i de Sarriera | 1924-1952           |
| VIII                          | Gabriel d'Olives i de Ponsic            | 1952-1954           |
| IX                            | Josep Maria d'Olives i de Ponsic        | 1955-1995           |
| X                             | Mercè de Fontcoberta i Samà             | 1999-actual titular |

## Història dels marquesos de Moja
- Ramon Dalmau de Copons i de Grimau, I marquès de Moja de la Torre. El succeí el seu fill:

- Joan Agustí de Copons i Copons, II marquès de Moja de la Torre. El succeí el seu fill:

- Gaietà de Copons i Oms Santa Pau, III marquès de Moja de la Torre. El succeí el seu germà:

- Josrp de Copons i Oms, IV marquès de Moja de la Torre. El succeí la seva filla:

- Maria Josepa de Copons i Cartellà, V marquesa de Moja de la Torre. El succeí la seva filla:

- Maria de Sarriera i de Copons, VI marquesa de Moja de la Torre.

-En els drets al marquesat, el succeí la seva germana:

-Josepa de Sentmenat Sarriera i Copons (f. en 1865), el fill del qual fou:
-Ramon de Sarriera-Gurb i de Pinós, VIII marquès de Santa Santa Maria de Barberà, el fill del qual fou:
-Joaquim de Sarriera i de Larrard (1834-1909), VIII comte de Solterra, que fou pare de:
-Josep de Sarriera i de Milans. Va transmetre els seus drets a la seva germana:
-Maria del Miracle de Sarriera i Milans (1863-1932). La filla de la qual fou:
-Maria del Pilar de Ponsic i de Sarriera, que rehabilità el títol al seu favor

Rehabilitat en 1924 per:
- Maria del Pilar de Ponsic i de Sarriera (.-1952), VII marquesa de Moja de la Torre.

1. Casà amb Bernat d'Olives i Olives, V comte de Torre Saura El succeí, el 1952, el seu fill:

- Gabriel d'Olives i de Ponsic (.-1954), VIII marquès de Moja de la Torre, VI comte de Torre Saura. Solter. Sense descendents. El succeí, el 1956, el seu germà:

- Josep Maria d'Olives i de Ponsic (m. en 1995), IX marquès de Moja de la Torre, VII comte de Torre Saura.

- Maria de la Mercè de Fontcoberta i Samà (n. el 1936), actual X marquesa de Moja de la Torre, des de 1999.